# I'm from Barcelona
 (mars 2025).
Si vous disposez d'ouvrages ou d'articles de référence ou si vous connaissez des sites web de qualité traitant du thème abordé ici, merci de compléter l'article en donnant les références utiles à sa vérifiabilité et en les liant à la section « Notes et références ».
I'm from Barcelona est un groupe suédois d'indie pop, originaire de Jönköping. Il est connu pour ses 29 membres et un mélange étonnant d'instruments tels que la clarinette, le saxophone, la flûte, la trompette, le banjo, l'accordéon, etc.

## Histoire
(septembre 2023).
Tout vient au départ d'Emanuel Lundgren. Il écrit une multitude de textes aux sonorités pop et décide de réunir ses amis et les amis de ses amis pour interpréter ses chansons. Son appartement devient vite une « usine à musique » où les gens amènent banjos, accordéons et autres instruments. Le premier EP enregistré, Emanuel Lundgren rassemble ses 28 acolytes pour, selon lui, le premier et dernier live. Nous sommes alors en août 2005. Ce qu’il pensait être la fin, s’avère en fait être le début de l’aventure des I'm From Barcelona. Les médias suédois commencent à parler de cette bande d’originaux, en parlant comme du « groupe suédois le plus novateur et le plus excitant ».
Le succès vient vite. Les blogueurs s’emparent du phénomène et partout dans le monde, le clip de We’re From Barcelona est diffusé grâce à YouTube. Les titres arrivent alors aux oreilles du label EMI qui décide, en 2006, de produire l’EP Don't Give Up On Your Dream, Buddy !. La sortie de l’album Let Me Introduce My Friends, leur tout premier album, a lieu en avril 2006. En 2008, le groupe sort un nouvel album, Who Killed Harry Houdini? dont est tiré le nouveau single Paper Planes.
En 2010, de nouvelles chansons, sont lancées sur Internet uniquement, via leur site officiel, sous le nom 27 Songs. Nous retrouvons ici une certaine innovation du groupe car chacun des 27 membres enregistre et compose une chanson. En 2011, après leur grand recueil composé d'un morceau solo par membre, les 27 suédois de I'm From Barcelona réunissent une nouvelle fois leurs voix pour un troisième album. Intitulé Forever Today, il est sorti chez Mute, succédant à Who Killed Harry Houdini ?

## Membres
- Johan Aineland (accordéon, mandoline)
- Martin Alfredsson (synthétiseur, glockenspiel)
- Mathias Alriksson (voix)
- Marcus Carlholt (voix, costumes)
- Julie Witwicki Carlsson (voix)
- Philip Erixon (percussion, voix)
- Anna Fröderberg (voix)
- Olof Gardestrand (drums)
- Tina Gardestrand (voix, piano)
- Tobias Granstrand (guitare)
- Mattias Johansson (saxophone)
- Fredrik Karp (saxophone)
- Micke Larsson (voix)
- Daniel Lindlöf (guitare, banjo)
- David Ljung (trompette)
- Rikard Ljung (omnichord, synthétiseur)
- Emanuel Lundgren (frontman, guitare)
- Johan Mårtensson (voix)
- Cornelia Norgren (voix)
- Emma Öhnell (voix)
- Frida Öhnell (voix)
- Erik Ottosson (tuba)
- Christofer Olofsson (piano, synthétiseur)
- Henrik Olofsson (bass)
- Jacob Sollenberg (clarinet)
- Jonas Tjäder (voix)
- Johan Viking
- Jakob Jonsson (trompette)

## Discographie

### EP et singles
- Sing!! - 98B (août 2005)
- Don't Give Up on Your Dreams, Buddy! - Dolores Recordings (15 février 2006)
- Collection of Stamps CD Single - EMI Sweden (2006)

### Clips
- Collection of Stamps  By Daniel Eskils & Johan Junker - « Lire »(Archive.org • Wikiwix • Archive.is • Google • Que faire ?)
- We're From Barcelona  By Andreas Nilsson & Rasmus Hägg - « Lire »(Archive.org • Wikiwix • Archive.is • Google • Que faire ?)

### Collaborations
- Adventure Kid Emanuel Lundgren Kristoffer Ekstrand[1]
- Loney Dear    - [2]

### Apparitions
- Leur chanson Headphones apparaît dans une publicité sur le service après-vente Peugeot en 2010
- Get in line est utilisée pour une publicité Babybel en 2012, et la même année, Bion 3 utilise "Battleship"
- La chanson Oversleeping est le générique de la série Doc Martin avec Thierry Lhermitte depuis 2011
- Le morceau Violins de l'album Growing Up Is For Trees apparaît dans une publicité du Crédit Agricole de mai 2016
- La chanson The Painter apparaît dans le 19eme épisode de la saison 3 de la série How I Met Your Mother[réf. nécessaire].

## Concerts
- À l'affiche du festival Le Rock dans tous ses états à Évreux, 6/7 juillet 2007
- Concert au Bikini à Toulouse, le 9 octobre 2007
- Concert surprise du festival Le Rock dans tous ses états à Évreux, 27/28 juin 2008
- Concert au Paléo festival à Nyon (Suisse), le 23 juillet 2008
- Concert au festival Art Rock à Saint-Brieuc, le 30 mai 2009
- Concert au festival Au foin de la rue à Saint-Denis de Gastine, le 4 juillet 2009
- Concert au festival Les Nuits de Fourvière à Lyon, le 1er août 2009
- Concert au festival Le Cabaret vert à Charleville-Mézières, le 29 août 2009
- Concert à Aulnoye Aymeries, salle Plein Air : Get Well Soon + I'm from Barcelona + Toots & the Maytals + Bonaparte + George Clinton + Gush... le 8 août 2010
- Concert au Caf' Conc à Ensisheim, le 10 mars 2011
- Concert au Café de la Danse à Paris, le 11 mars 2011
- Concert au Festival jour J, Orléans, le 7 juillet 2011
- Concert au festival Terres du Son au Château Cande à Monts : I'm from Barcelona / Yodelice / Lilly Wood & The Prick / Dub Inc / La Ruda / Rytmetix (17h), le 8 juillet 2011
- Concert au festival Days Off à la Cité de la Musique à Paris XIXe : I'm from Barcelona + Soko (20h), le 10 juillet 2011
- Concert au festival de Dour le 14 juillet 2011
- Concert au Festi'Meuse Givet le 17 juillet 2011
- Concert aux 24H en course libre de Mouscron le 23 septembre 2011.